# گلف در المپیک تابستانی ۲۰۲۰
گلف یکی از ورزش‌های بازی‌های المپیک تابستانی ۲۰۲۱ است که از ۲۹ ژوئیه تا ۷ اوت ۲۰۲۱ برگزار شد.
این مسابقات در دو بخش مردان و زنان با حضور ۱۲۰ ورزشکار انجام شد.

## برنامه مسابقات
| R1 | مرحله ۱ | R2 | مرحله ۲ | R3 | مرحله ۳ | R4 | مرحله ۴/فینال |

| رویداد↓/تاریخ ← | Jul 29 | Jul 30 | Jul 31 | Aug 1 | Aug 2 | Aug 3 | Aug 4 | Aug 5 | Aug 6 | Aug 7 |
| --------------- | ------ | ------ | ------ | ----- | ----- | ----- | ----- | ----- | ----- | ----- |
| انفرادی مردان   | R1     | R2     | R3     | R4    |       |       |       |       |       |       |
| انفرادی زنان    |        |        |        |       |       |       | R1    | R2    | R3    | R4    |

## جدول مدال‌ها
| رتبه           | کشور                | طلا | نقره | برنز | مجموع |
| -------------- | ------------------- | --- | ---- | ---- | ----- |
| ۱              | ایالات متحده آمریکا | ۲   | ۰    | ۰    | ۲     |
| ۲              | اسلواکی             | ۰   | ۱    | ۰    | ۱     |
| ۳              | چین تایپه           | ۰   | ۰    | ۱    | ۱     |
| مجموع (۳ کشور) | مجموع (۳ کشور)      | ۲   | ۱    | ۱    | ۴     |

## نتایج
| رویداد | طلا                               | نقره                    | برنز                      |
| مردان  | زندر شاوفلی · ایالات متحده آمریکا | روری ساباتینی · اسلواکی | پان چنگ-تسونگ · چین تایپه |
| زنان   | نلی کوردا · ایالات متحده آمریکا   | مونه اینامی · ژاپن      | لیدیا کو · نیوزیلند       |

## کشورهای شرکت کننده
- آرژانتین (۱)
- استرالیا (۴)
- اتریش (۳)
- بلژیک (۳)
- کانادا (۴)
- شیلی (۲)
- چین (۴)
- چین تایپه (۳)
- کلمبیا (۲)
- جمهوری چک (۲)
- دانمارک (۴)
- اکوادور (۱)
- فنلاند (۴)
- فرانسه (۴)
- آلمان (۴)
- بریتانیای کبیر (۴)
- هنگ کنگ (۱)
- هند (۴)
- ایرلند (۴)
- ایتالیا (۴)
- ژاپن (۴)
- مالزی (۲)
- مکزیک (۴)
- مراکش (۱)
- هلند (۱)
- نیوزیلند (۲)
- نروژ (۳)
- پاراگوئه (۱)
- فیلیپین (۳)
- لهستان (۱)
- پورتوریکو (۲)
- آفریقای جنوبی (۲)
- کره جنوبی (۶)
- اسلواکی (۱)
- اسلوونی (۱)
- اسپانیا (۴)
- سوئد (۴)
- سوئیس (۲)
- تایلند (۴)
- ایالات متحده آمریکا (۸)
- ونزوئلا (۱)
- زیمبابوه (۱)